# Stenoptilia balsami
Stenoptilia balsami là một loài bướm đêm thuộc họ Pterophoridae. Nó được tìm thấy ở Yemen.